# Anna Gaweł
Anna Helena Gaweł – polska pedagog, dr hab. nauk społecznych, profesor uczelni i dyrektor Instytutu Pedagogiki Wydziału Filozoficznego Uniwersytetu Jagiellońskiego.

## Życiorys
Studiowała biologię na Uniwersytecie Jagiellońskim, 19 września 2002 obroniła pracę doktorską Postawa wobec zdrowia jako wyznacznik przygotowania studentów pedagogiki do udziału w procesie wychowania zdrowotnego, 19 lutego 2015 habilitowała się na podstawie pracy zatytułowanej Zasoby zdrowotne młodzieży gimnazjalnej w kontekście ekosystemu szkoły. Kraków: Wydawnictwo Uniwersytetu Jagiellońskiego. Została zatrudniona na stanowisku adiunkta w Instytucie Nauk o Wychowaniu na Wydziale Pedagogicznym Akademii Ignatianum w Krakowie.
Jest profesorem uczelni i dyrektorem w Instytucie Pedagogiki na Wydziale Filozoficznym Uniwersytetu Jagiellońskiego.